# Fatinitza

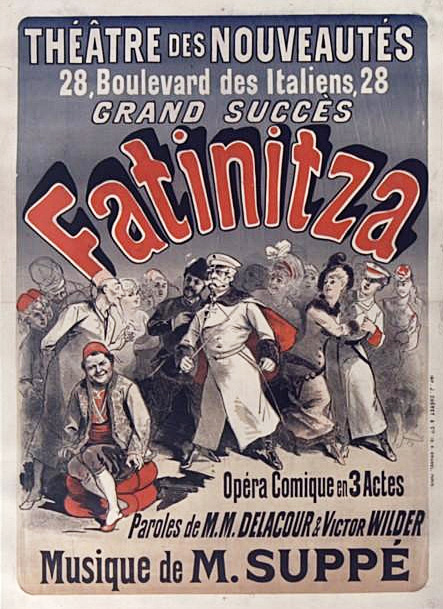
Affisch från Théâtre des Nouveautés (1879).

Fatinitza är en operett i tre akter med musik av Franz von Suppé och libretto av Friedrich Zell och Richard Genée. Texten byggde på librettot till La Circassienne av  Eugène Scribe (som hade tonsatts av Daniel Auber 1861), men där rollen som Wladimir, en ung löjtnant som var tvungen att förklä sig till kvinna, ändrades till en byxroll.
Operetten hade premiär den 5 januari 1876 på Carltheater i Wien, blev en stor succé och spelades över hundra gånger. Det stora slagnumret blev marschen "Vorwärts mit frischem Muth". Som helhet framförs operetten numera sällan, men ouvertyren har förblivit ett populärt konsertstycke.

## Historia
Wieneroperetten tillkom som ett försök av österrikiska kompositörer att imitera Jacques Offenbachs verk efter det framgångsrika framförandet av Le Mariage aux lanternes på Carltheater 1858. Franz von Suppé var den mest kända av dessa tidiga kompositörer och visade sig vara den mest lämpade inom den nya genren. 'Grove Music Online' nämner Suppés Das Pensionat (1860) som "det första lyckade försöket av en äkta wieneroperett" och denna följdes av andra succéer av Suppé, till exempel Flotte Bursche (1863) och Die schöne Galathée (1865). Fram till Fatinitza hade Suppé inte skrivit någon helaftonsoperett och trots framgången med sina kortare verk var varken han eller andra kompositörer, som Ivan Zajc, kapabla att tävla med Offenbach i popularitet under 1860-talet.
Offenbachs dominans hotades först i och med Johann Strauss den yngres verk på 1870-talet: Indigo und die 40 Räuber, Der Karneval in Rom, Die Fledermaus. Strauss utvecklade och förfinade den genre som Suppé hade lagt grunden till.
Fatinitza blev en stor succé hos både kritiker och publik. Av Suppés melodier var det främst marschsången "Vorwärts mit frischen Mut", som kom att bli enormt populär. Fanitizamarschen spreds över hela världen och trycktes under de närmast åren i ca 350 000 notexemplar. Föreställningar sattes upp i London 1878, Paris 1879 och New York 1879. Uppsättningen i London spelades över 100 gånger men i New York hade man oturen att få konkurrens av den första uppsättningen av H.M.S. Pinafore.

## Personer
Notering: Artikeln använder namnen såsom de står skrivna i det tyska librettot. Översättningar av Fatinitza kan ändra karaktärernas namn mer eller mindre.

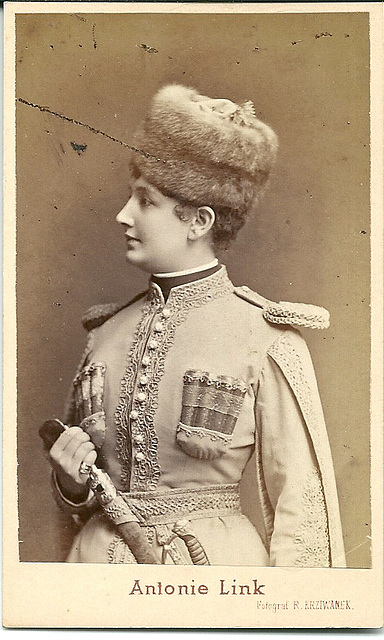
Antonie Link som Fatinitza

| Roller | Premiärbesättning 5 januari 1876 |
| --- | -------------------------------- |
| Greve Timofey Gawrilowitsch Kantschukoff (baryton) En rysk general                                                     | Wilhelm Knaack                   |
| Prinsessan Lydia Iwanowna Uschakoff (sopran) Kantschukoffs niece                                                       | Hermine Meyerhoff                |
| Izzet Pascha (tenor) Guvernör över de turkiska styrkorna vid Rustchuk                                                  | Josef Matras                     |
| Kapten Wasil Andrejwitsch Starawieff                                                                                   |                                  |
| Löjtnant Osipp Wasielowitsch Safonoff                                                                                  |                                  |
| Iwan, Nikiphor, Fedor, Dimitri, Wasili, Michailow, Casimir och Gregor, Kadetter                                        |                                  |
| Steipann Sidorewitsch Bieloscurim, En sergeant                                                                         |                                  |
| Wladimir Dimitrowitsch Samoiloff (sopran) Löjtnant i ett tjerkessisk kavalleriregemente, ibland utklädd som Fatinitza. | Antonie Link                     |
| Julian von Golz (baryton) Krigskorrespondent för en stor tysk tidning                                                  | Karl Blasel                      |
| Hassan-Beh, Ledare för Basji-bosukerna.                                                                                |                                  |
| Nursidah, Zuleika, Diona och Besika, Izzet Paschas fruar                                                               |                                  |
| Mustapha, Haremsvakt                                                                                                   |                                  |
| Wuika, En bulgarisk spion                                                                                              |                                  |
| Hanna, Wuikas fru |                                  |
| En kosack |                                  |
| En kock |                                  |
| Kör av ryska soldater, Basji-bousker, kossacker, moriska kvinnor, nubiska kvinnor etc.                                 |                                  |

## Handling
Den unge ryske löjtnanten Wladimir Samoiloff har en gång tvingats förklä sig till kvinna (som han kallade Fatinitza) och mötte då den hetlevrade generalen Kantschukoff, som blev förälskad i Fatinitza. Wladimir, å sin sida, förälskade sig i generalens brorsdotter Lydia.

### Akt I
Operetten börjar på en militärmanöver dit Wladimir har beordrats. Hans vän Julian är krigskorrespondent och har tagits till fånga då de antar att han är spion. Wladimir klarar upp det hela och de två vännerna minns historien med Fatinitza. Soldaterna får idén att ordna en amatörteater för att bryta tristessen. Då inga kvinnor finns tillhanda bestämmer sig Wladimir att återuppta sin förklädnad som Fatinitza.
Generalen gör entré och känner genast igen sin förlorade kärlek Fatinitza. Wladimir tvingas spela med för att skydda soldaterna i deras kostymer. Lydia kommer också och känner igen Wladimir. Julian berättar att Fatinitza är Wladimirs syster. Generalen går för att inspektera soldaterna. Ett gäng med Basji-bosuker lyckas överrumpla lägret och de tar Fatinirza och Lydoa till fånga. Julian uppmanar soldaterna att anfalla men generalen vägrar ge order om skjutning då det skulle kunna träffa Fatinitza.

### Akt II
I det turkiska lägret styr Izzit Pascha. Han har fyra fruar och önskar göra Lydia nummer fem. Hans fruar rasar mot detta och "Fatinitza" övertalar dem att hjälpa till så "hon" och Lydia kan fly genom att avslöja sin identitet. Julian och sergeanten Steipann kommer för att förhandla om Lydias och "Fatinitzas" frihet men Pascha vill endast frige Lydia. Wladimir lyckas få ut ett meddelande och medan Julian uppehåller Pascha lyckas Steipann få in soldaterna i lägret för att frige fångarna.

### Akt III
Generalen har utlovat en belöning om Fatinitza återfinns. Han nås om nyheten att hon har hittats (till Julians och Wladimirs förvåning). Ovetande om Lydias känslor för Wladimir har generalen lovat bort henne till en gammal vän. Han vill inte bryta löftet men när Wladimir berättar att han har lovat bort "sin" syster till en av "hans" vänner kan generalen tänka sig att bryta sitt löfte. Den utlovade Fatinitza anländer men visar sig vara en gammal kvinna med samma namn. Julian och Wladimir trollar fram ett brev från den "riktiga" Fatinitza där det visar sig att hon dog av sorg när hon skildes från generalen. Till hennes minne ger generalen Lydia till "Fatinitzas bror".

## Svenska uppsättningar
Operetten översattes till svenska av Ernst Wallmark. Den första uppsättningen var i Stockholm 1876. Därefter har Fatinitza framförts även i Göteborg 1877 och på Vasateatern 1887 och 1889 samt på Oscarsteatern 1909.